# Frederike von Möhlmann
Frederike von Möhlmann (* 1. Mai 1964; † 4. November 1981 bei Hambühren, Landkreis Celle) war eine deutsche Schülerin. Sie fiel im Alter von 17 Jahren einem Sexualverbrechen zum Opfer. Ein Mordverdächtiger wurde zunächst verurteilt, dann rechtskräftig freigesprochen. DNA-Spuren, die damals noch nicht ausgewertet werden konnten, sollten schließlich einen dringenden Tatverdacht gegen ihn begründen. Die eine Wiederaufnahme des Strafverfahrens ermöglichende Norm wurde jedoch im Oktober 2023 vom Bundesverfassungsgericht für verfassungswidrig erklärt.

## Der Mord und seine strafrechtliche Aufarbeitung
Frederike von Möhlmann war Schülerin des Kaiserin-Auguste-Viktoria-Gymnasiums in Celle. Am Abend des 4. November 1981 wollte sie um etwa 19:30 Uhr nach dem Musikunterricht in der Celler Stadtkantorei in ihren Heimatort Hambühren – vermutlich als Anhalterin – nach Hause fahren. Zu Hause kam sie aber nie an. Vier Tage später wurde ihre Leiche in einem Waldstück gefunden. Die Schülerin war vergewaltigt worden; der Täter hatte ihr anschließend die Kehle durchgeschnitten, die Leiche wies eine Vielzahl von Messerstichen auf.
Als tatverdächtig wurde Ismet H. ermittelt, ein junger Mann, der in Celle wohnte. Das Landgericht Lüneburg verurteilte ihn am 1. Juli 1982 zu lebenslanger Freiheitsstrafe. Der Bundesgerichtshof hob das Urteil jedoch auf und verwies den Fall an das Landgericht Stade, das Ismet H. am 13. Mai 1983 freisprach. Wichtige Beweismittel waren zahlreiche Fasern aus dem Fahrzeug des Angeklagten an ihrer Bekleidung und Reifenspuren eines BMW 1602 am Leichenfundort, bei denen umstritten war, ob sie von dem Wagen des Angeklagten stammten.
Auf Drängen des Vaters der Ermordeten wurden die Beweisstücke später erneut untersucht. Im Jahre 2012 ergab eine – in den 1980er-Jahren technisch noch nicht mögliche – DNA-Untersuchung von Spermaspuren auf einer Binde der Getöteten eine Übereinstimmung mit Ismet H. Zu einer Wiederaufnahme des Strafverfahrens kam es jedoch nicht, da eine solche nach § 362 Strafprozessordnung nur unter sehr engen Bedingungen möglich ist und kein Geständnis von H. vorlag. Der Vater von Frederike von Möhlmann übergab im September 2016 dem Bundesministerium der Justiz und für Verbraucherschutz eine Petition mit mehr als 180.000 Unterschriften für eine Zulassung der Wiederaufnahme, wenn neue wissenschaftliche Methoden eine Überführung des Täters ermöglichen. Der Bundestag verabschiedete ein solches Gesetz zur Herstellung materieller Gerechtigkeit am 24. Juni 2021; es trat am 30. Dezember 2021 in Kraft. Die dadurch dem § 362 angefügte Nr. 5 sollte eine Wiederaufnahme ermöglichen, wenn neue Tatsachen oder Beweismittel beigebracht werden, die allein oder in Verbindung mit früher erhobenen Beweisen dringende Gründe dafür bilden, dass der freigesprochene Angeklagte wegen Mordes verurteilt wird.
Die Staatsanwaltschaft Verden beantragte nach dem Inkrafttreten des Gesetzes die Wiederaufnahme des Strafverfahrens gegen H. Mit Beschluss vom 25. Februar 2022 erklärte das Landgericht Verden die Wiederaufnahme für zulässig und ordnete gegen H. Untersuchungshaft wegen Fluchtgefahr an. Diese Entscheidung wurde vom Oberlandesgericht Celle im April bestätigt. Der Verdächtige legte daraufhin Verfassungsbeschwerde beim Bundesverfassungsgericht ein und erwirkte eine einstweilige Aufhebung der Untersuchungshaft. Am 31. Oktober 2023 entschied das Bundesverfassungsgericht, dass die Wiederaufnahme des Strafverfahrens nach § 362 Nr. 5 Strafprozessordnung (StPO) mit dem Mehrfachverfolgungsverbot (Ne bis in idem) des Art. 103 Abs. 3 Grundgesetz (GG) und dem Rückwirkungsverbot (Art. 103 Abs. 3 in Verbindung mit Art. 20 Abs. 3 GG) unvereinbar und nichtig sei, und hob die Entscheidungen des Landgerichts Verden und des Oberlandesgerichts Celle auf.

## Zivilrechtliche Beurteilung
Um unabhängig von § 362 Strafprozessordnung eine erneute gerichtliche Untersuchung des Sachverhalts herbeizuführen, reichte Frederikes Vater im Jahre 2015 eine Schmerzensgeldklage gegen H. ein. H. berief sich darauf, dass etwaige Schmerzensgeldansprüche verjährt seien. Das Landgericht Lüneburg wies die Klage deshalb im September 2015 ab. Dieses Urteil wurde zwar im April 2016 vom Oberlandesgericht Celle bestätigt; jedoch stellte das Oberlandesgericht es in der Sachverhaltsdarstellung zu Beginn der Urteilsbegründung als Tatsache dar, dass H. „die Tochter des Klägers im November 1981 vergewaltigt und anschließend getötet hat“. „Der Beklagte vergewaltigte und tötete […] die Tochter des Klägers in dem Tatzeitraum vom 04. November 1981 18:00 Uhr und 05. November 1981 06:00 Uhr.“
In der Rechtswissenschaft wurde daraufhin diskutiert, ob dieses auf den ersten Blick als unbefriedigend empfundene Urteil hingenommen werden muss, da die Tat als Mord im strafrechtlichen Sinne nicht verjährt (§ 78 Abs. 2 StGB), der hierauf beruhende Schadensersatzanspruch aber dem regulären zivilrechtlichen Verjährungsregime der §§ 194 ff. BGB unterworfen war. In einem solchen Fall böte es sich an, die straf- und zivilrechtlichen Verjährungsvorschriften zu synchronisieren. Hier wurde aber die Meinung geäußert, dass eine solche Erweiterung der Verjährungsvorschriften nur durch den Gesetzgeber geschehen könne, da ansonsten die wesentlichen Zwecke des Verjährungsrechts, nämlich die Schaffung von Rechtssicherheit und Rechtsfrieden, unterlaufen würden. Aus diesem Grund wurde hier ein gesetzgeberischer Handlungsbedarf gesehen, da auch in Zukunft damit gerechnet werden müsse, dass aufgrund der sich ständig weiterentwickelnden Kriminaltechnik immer häufiger zeitlich weit zurückliegende Morde aufgeklärt werden könnten und dies auch zivilrechtliche Kompensationsansprüche auslösen könne.
Zum 30. Dezember 2021 wurde gleichfalls durch das Gesetz zur Herstellung materieller Gerechtigkeit in § 194 Abs. 2 S. 1 BGB eine Ausnahme von der zivilrechtlichen Verjährung für Verbrechen geschaffen, die strafrechtlich unverjährbar sind. Ansprüche, die aus einem nicht verjährbaren Verbrechen erwachsen sind, unterliegen hiernach nicht der Verjährung. Die Ausnahme gilt nur für Ansprüche, die am 30. Dezember 2021 zivilrechtlich noch nicht verjährt waren (Artikel 229 § 63 EGBGB).